# Phil Thompson
Pour les articles homonymes, voir Thompson.
Philip Bernard Thompson, dit Phil Thompson, né à Liverpool le 21 janvier 1954, est un footballeur anglais des années 70 et 80, reconverti entraîneur.

## Biographie
Ce défenseur central passe la quasi-intégralité de sa carrière de joueur dans le club de sa ville natale : Liverpool. Avec les Reds, il gagne pratiquement tout entre 1973 et 1982, notamment deux coupes des champions.
Il est également international anglais à 42 reprises (1 but), participant à la coupe du monde 1982 en Espagne.
Après sa carrière de joueur, il devient entraîneur, tout naturellement de Liverpool au début des années 1990 d'abord en tant que Manager puis en tant qu'adjoint de Gérard Houllier.
Actuellement il collabore à la chaîne de télévision Sky Sports.

## Palmarès

### En club
- Vainqueur de la Coupe d'Europe des Clubs Champions en 1978 et en 1981 avec Liverpool
- Vainqueur de la Supercoupe d'Europe en 1977 avec Liverpool
- Vainqueur de la Coupe de l'UEFA en 1973 et en 1976 avec Liverpool
- Champion d'Angleterre en 1973, en 1976, en 1977, en 1979, en 1980, en 1982 et en 1983 avec Liverpool
- Vainqueur de la Coupe d'Angleterre en 1974 avec Liverpool
- Vainqueur de la Coupe de la Ligue en 1981 et en 1982 avec Liverpool
- Vainqueur du Charity Shield en 1974, en 1976, en 1977, en 1979, en 1980 et en 1982 avec Liverpool
- Finaliste de la Coupe Intercontinentale en 1981 avec Liverpool
- Finaliste de la Supercoupe d'Europe en 1978 avec Liverpool

### EnÉquipe d'Angleterre
- 42 sélections et 1 but entre 1976 et 1982
- Participation au Championnat d'Europe des Nations en 1980 (Premier Tour)
- Participation à la Coupe du monde en 1982 (deuxième tour)